# Мамиконян
Мамиконяните или Мамиконианите (на латински: Mamikonian, Mamikoneans; на арменски: Մամիկոնյան) e арменска благородническа фамилия, която доминира политически в Армения между 4 и 8 век. Тя владеела арменските региони Тарон, Сасун, Багреванд и други.

## Произход
Според Мовсес Хоренаци фамилията произлиза от двамата китайски благородници Мамик и Конак, които се противипоставят на техния полубрат Chenbakur, владетелят на Chenks или Китай. Те били победени и бягат при царя на Персия, Шапур I, който не ги връща обратно, а ги изпраща в Армения, където Мамик става прародител на Мамиконяните.
Според Фавстос Бузанд те са потомци на династията Хан на Китай и са независими от Аршакидите.
Теория от 1920-те постулира, че Chenk не са китайците, а етническа група от Трансоксиана (или Трансоксания, Мавераннахра и Вараруд, древното име на Амударя), както например са били и тохарите.
Едуард Гибън предполага в книгата си „Залез и упадък на Римската империя“, че основателят на Мамиконяните не е китаец, а само е дошъл от Китайското царство и че Мамгон е от скитски произход.
Според Джон Хейууд, когато войските на империята Цао Уей завладяват югозападната държава Шу Хан (от епохата на Троецарствието в Китай), много от аристократите от двора на Шу бягат на запад в Сасанидска Персия.
Според легендата за произхода на арменския нахарарски род Мамиконяни, отразена от Мовсес Хоренаци и епископ Себеос, предтечата им избягал от Китай в Персия при Ардашир I, след което се прехвърлил в Армения. Казвал се Мамгон. Според Мовсес Хоренаци (кн.2, т.81), господарят на Китай се казва Арбок и титлата му е чен-бакур, и Мамгон и бил сред неговите приближени, но поради клевета, той е трябвало да бяга и отива при Арташир I, царя на Персия. И тъй като пратеници на Чен искали да им бъде предаден знатния беглец, който живеел в двора на Ардашир, следващият владетел Шапур I (241 – 272), го изпратил в Армения.
За Чен-бакур е известно, че отразява освен названието на Китай (Чен/Цин) и източноиранското бага-путра, т.е. син на бог, респ. китайските императори са „синове на Небето“. Ако погледнем името Лю Бей (Liu Bei, 劉備), основателя на империята Шу, в еп. Изт. Хан, то се е произнасяло „rhəwbrəh“ което е твърде близко до Арбок. Мамгон е потомък на Ма Чао – един от най-близките приятели и пълководци на Лю Бей. Така смята китайският учен Су Чжон Цян (Sū Zhòng Qiáng, 蘇仲爿).
През 2005 г. в интервю с журналисти на агенцията Синхуа нюз (Xinhua News), Сури Мамиконян, заместник-председател на Асоциацията на представителите на рода Мамиконян, казва, че е много вероятно, те да са потомци на генерал Ма Чао. Ма Чао умира в 222 г., когато войските на Шу Хан са разгромени от империята Уей и държавата е в опасност. Една година след това умира и Лю Бей. Напълно възможно в настъпилия хаос, някои от потомците на Ма Чао (Mǎ Chāo, 馬超) да е избягал на запад. В Уей почти целия род Ма (馬) е изтребен от Цао Цао. Същото става и след падането на Шу в 263 г., всички заловени представители на рода Ма, вкл. и невръстни деца за избити. Ма Чао получава официалното име Менци (Mèngqǐ, 孟起), чието произн. в еп. Изт. Хан е Менгкхи(е) „mēnγkhə“, което на персийска и арменска почва се е превърнало в Мангон – Мамкон > Мамикон(ян). Съвпада и хронологията на събитията. Въпр. Мамгон се появява в Персия по времето на Арташир I (224 – 241), т.е. малко след смъртта на баща си в 222 г. Ма Чао и в прекрасни отношения с Лю Бей до края на живота си, така че легендата за конфликта с владетеля, най-вероятно отразява объркване на имената на Лю Бей с Цао Пи (Cáo Pī, 曹丕; 220 – 226) – господаря на Уей.
Някои днешни историци са на мнение, че Мамиконяните са потомци на вождовете на племето Tzan (на средновековен арменски: Chanik – Ճանիք/Ճենիք; на средновековен гръцки: Tzannoi). Племето Tzans е живяло в планинските региони в южен Трабзон. Историците смятат, че мнението за китайския произход идва от подобието на думите Chanik и Chen-k (арменски за Китай, China).

## Списък на принцовете Мамиконян
- 310 – 314: Артавасде I
- 314 – 338: Vatche I
- 338 – 350: Артавасде II
- 350 – 365: Васак I
- 365 – 374/378: Mouschel I
- 374/378 – 385: Мамикониан I
- 385 – ???: Артавасде III
- 416 – 430: Hamazasp I
- 450 – 451: Вардан I
- 471 – 505: Вахан I Велики
- 505 – 509: Вард Мамикониан
- 555 – 572: Мануел II
- 572: Вардан II
- 572 – 593: Mouschel II
- 593 – 606: Вахан II
- 606: Smbat I
- 610: Vahan III
- 630: Tiran I
- 638 – 661: Hamazasp II
  - 654: Mouschel, co-prince
- 661 – 685: Grigor I
- 706 – 709: Mouschel III
- 744 – 750: Grigor II
- 750 – 772/775: Samuel II